# Ferenci Attila
Ferenci Attila (Badaló, 1979. január 7. –) magyar színművész.

## Életpályája
1979-ben született a kárpátaljai Badalóban, itt végezte általános iskolai tanulmányait is. Az Ungvári Közművelődési Szakközépiskolába járt színész szakra, ahol tanára Vidnyánszky Attila volt. Első fellépése Ungváron féléves vizsgadarabként Oscar Wilde A boldog herceg című meséjének főszerepe volt. Ezután a Pesti Magyar Színiakadémián folytatta tanulmányait.
2002 óta a Kárpátaljai Megyei Magyar Drámai Színház társulatának tagja Beregszászon.

## Filmes és televíziós szerepei
- Most vagy soha! (2024) – az olasz egység vezető parancsnoka